# Cyaniris latimargo
Cyaniris latimargo är en fjärilsart som beskrevs av Moore 1883. Cyaniris latimargo ingår i släktet Cyaniris och familjen juvelvingar. Inga underarter finns listade i Catalogue of Life.